# جرج آرمیتیج
جرج هنری آرمیتیج (به انگلیسی: George Henry Armitage) (زاده 	۱۷ ژانویه ۱۸۹۸ - درگذشته ۱۹۳۶) بازیکن فوتبال اهل انگلستان بود که سابقهٔ بازی در تیم ملی فوتبال انگلستان را در کارنامهٔ خود دارد. وی در تاریخ ۲۴ اکتبر ۱۹۲۵ تنها بازی ملی خود را در مقابل تیم ملی فوتبال ایرلند شمالی انجام داد.